# Brush Fork (Virginia Occidental)
Brush Fork es un lugar designado por el censo ubicado en el condado de Mercer en el estado estadounidense de Virginia Occidental. En el Censo de 2010 tenía una población de 1197 habitantes y una densidad poblacional de 242,86 personas por km².

## Geografía
Brush Fork se encuentra ubicado en las coordenadas 37°16′38″N 81°14′21″O / 37.27722, -81.23917. Según la Oficina del Censo de los Estados Unidos, Brush Fork tiene una superficie total de 4.93 km², de la cual 4.92 km² corresponden a tierra firme y (0.11%) 0.01 km² es agua.

## Demografía
Según el censo de 2010, había 1197 personas residiendo en Brush Fork. La densidad de población era de 242,86 hab./km². De los 1197 habitantes, Brush Fork estaba compuesto por el 94.9% blancos, el 3.09% eran afroamericanos, el 0% eran amerindios, el 0.58% eran asiáticos, el 0% eran isleños del Pacífico, el 0.17% eran de otras razas y el 1.25% pertenecían a dos o más razas. Del total de la población el 1% eran hispanos o latinos de cualquier raza.